# Мінамото но Мунеюкі
Мінамото но Мунеюкі (源 宗于, ? — 939) — японський аристократ і поет вака періоду Хейан. Внук імператора Коко. Відомий також як Мінамото но Мунеюкі Асон (源宗于朝臣). Входить до списку тридцяти шести безсмертних поетів.
У 894 році Мунеюкі втратив свій аристократичний титул і обіймав посади у провінціях. Незадовго до своєї смерті став магістратом.
Близько 15 віршів Мунеюкі можна знайти у різних імператорських віршових антологіях, при цьому один з них увійшов до «Хякунін-ішшю» і ще шість включені у «Кокін вака-шю». Решта віршів увійшли до поетичної колекції під назвою «Мунеюкі-шю» (宗于集).